# Amegilla
Amegilla Friese, 1897 è un genere di imenotteri apoidei della famiglia Apidae (sottofamiglia Apinae, tribù Anthophorini).

## Descrizione
L'aspetto è molto simile a quello del genere Anthophora, da cui si distingue per l'assenza di un arolio tra le unghia del tarso.
La nervatura alare presenta gli elementi morfologici tipici degli Anthophorini:
- la cellula marginale è relativamente corta, più corta delle tre cellule submarginali messe insieme
- la seconda e la terza vena trasversa hanno simile lunghezza
- la prima vena ricorrente raggiunge la vena-M circa a metà strada tra la prima e la seconda vena trasversa

## Distribuzione
Il genere Amegilla ha un ampio areale che abbraccia la regione regione paleartica, l'Africa (incluso il Madagascar), la regione orientale e l'Australia; è assente nel Nuovo Mondo.

## Tassonomia
Con oltre 250 specie è il secondo genere più numeroso della tribù Anthophorini.
In Italia sono presenti le seguenti specie:
- Amegilla albigena (Lepeletier, 1841)
- Amegilla fasciata (Fabricius, 1775)
- Amegilla garrula (Rossi, 1790)
- Amegilla ochroleuca (Pérez, 1879)
- Amegilla quadrifasciata (Villers, 1789)
- Amegilla salviae (Morawitz, 1876)
- Amegilla savignyi (Lepeletier, 1841)
- Amegilla velocissima (Fedtschenko, 1875)